# National Hockey League 2023/2024
National Hockey League 2023/2024 var den 107:e säsongen (106:e säsongen i spel) av National Hockey League. Säsongen började den 10 oktober 2023 och avslutades den 24 juni 2024 när Florida Panthers besegrade Edmonton Oilers i Stanley Cup-finalen med 4–3 i matcher.

## Trofér och priser

### Lag
- Stanley Cup: Florida Panthers[3]
- Clarence S. Campbell Bowl: Edmonton Oilers[4]
- Prince of Wales Trophy: Florida Panthers[5]
- Presidents' Trophy: New York Rangers[6]

### Individuellt

#### Spelare
- Art Ross Trophy: Nikita Kutjerov (Lightning)[7]
- Bill Masterton Memorial Trophy: Connor Ingram (Coyotes)[8]
- Calder Memorial Trophy: Connor Bedard (Blackhawks)[9]
- Conn Smythe Trophy: Connor McDavid (Oilers)[10]
- Frank J. Selke Trophy: Aleksander Barkov, Jr. (Panthers)[11]
- Hart Memorial Trophy: Nathan MacKinnon (Avalanche)[12]
- James Norris Memorial Trophy: Quinn Hughes (Canucks)[13]
- King Clancy Memorial Trophy: Anders Lee (Islanders)[14]
- Lady Byng Memorial Trophy: Jaccob Slavin (Hurricanes)[15]
- Mark Messier Leadership Award: Jacob Trouba (Rangers)[16]
- Maurice "Rocket" Richard Trophy: Auston Matthews (Maple Leafs)[17]
- Ted Lindsay Award: Nathan MacKinnon (Avalanche)[18]
- Vézina Trophy: Connor Hellebuyck (Jets)[19]
- William M. Jennings Trophy: Connor Hellebuyck (Jets)[20]

#### Ledare
- Jack Adams Award: Rick Tocchet (Canucks)[21]
- Jim Gregory General Manager of the Year Award: Jim Nill (Stars)[22]